# Chatíb
Chatíb je islámský učenec, který vede páteční modlitby. Při svých promluvách (arabsky chutba) mimo jiné recituje verše z koránu a následně podává jejich výklad. Recitace koránu je přitom v arabštině, následná výkladová část v místním jazyce. Chatíb je obvykle i imám, občas ale tyto posty mohou zastávat dvě různé osoby.